# ISO 3166-2:FO
ISO 3166-2:FO – kody ISO 3166-2 dla Wysp Owczych.
Kody ISO 3166-2 to część standardu ISO 3166 publikowanego przez Międzynarodową Organizację Normalizacyjną. Kody te są przypisywane głównym jednostkom podziału administracyjnego, takim jak np. województwa czy stany, każdego kraju posiadające kod w standardzie ISO 3166-1. 
Aktualnie (2017) dla Wysp Owczych nie zdefiniowano kodów dla podjednostek administracyjnych, a Wyspy Owcze, pomimo że są  terytorium zależnym, nie posiadają kodu ISO 3166-2:DK, wynikającego z podziału terytorialnego Danii. 